# Крістіна Скаббіа
Крістіна Адріана К'яра Скаббіа (англ. Cristina Adriana Chiara Scabbia; нар. 6 червня 1972, Мілан, Італія) — італійська співачка, авторка пісень та авторка-виконавиця. Жіноча вокалістка італійського альт-готик-метал-гурту Lacuna Coil.

## Життєпис
Крістіна Адріана К'яра Скаббіа народилася 6 червня 1972 року в італійському місті Мілан.

## Дискографія

### Lacuna Coil
Студійні альбоми
- In a Reverie (1999)
- Unleashed Memories (2001)
- Comalies (2002)
- Karmacode (2006)
- Shallow Life (2009)
- Dark Adrenaline (2012)
- Broken Crown Halo (2014)
- Delirium (2016)
- Black Anima (2019)
- Comalies XX (2022)

Демо-альбоми
- Ethereal (Demo) (1996)

Мініальбом
- Lacuna Coil (1998)
- Halflife (2000)